# رابطة عكسية

رابطة سيغما (يسار)، بالمقارنة مع رابطة باي العكسية (يمين).

الرابطة العكسية في كيمياء المعقدات، (والتي تعرف أيضاً باسم رابطة باي العكسية) هي نوع من أنواع الروابط الكيميائية التي تتم بسبب انتقال إلكترون من مدار ذري في ذرة مانحة إلى مدار جزيئي مضاد للترابط من النمط π* في ربيطة مستقبلة لإلكترونات باي π. يشيع هذا النوع من الروابط في معقدات الفلزات الانتقالية ذات الربيطات متعددة الذرات.

## التعريف
تعرف الرابطة العكسية حسب الاتحاد الدولي للكيمياء البحتة والتطبيقية وفق ما يلي:

الرابطة العكسية هي وصف عملية ترابط ربيطات ذات ترافق إلى فلز انتقالي بعملية تآزرية يتم فيها منح إلكترونات من مدار باي ممتلئ أو زوج إلكتروني لربيطة إلى مدار فارغ في الفلز الانتقالي (رابطة مانح-مستقبل) وذلك بالتوافق مع تحرر (رد المنح) لإلكترونات من المدار d في الفلز (ذو تناظر من النمط باي π بالنسبة لمحور الرابطة فلز-ربيطة) إلى مدار مضاد للترابط π* في الربيطة.

## أمثلة
من أمثلة الربيطات المستقبلة لإلكترونات π كل أحادي أكسيد الكربون CO، أو الإيثيلين C2H4، أو النتروزونيوم +NO. كذلك كل من السيانيد −C≡N والفلمينات −C≡N−O وإيزوسيانيد C≡N−R.
من الأمثلة على ذلك رباعي كربونيل النيكل Ni(CO)4 وملح زايسه Zeise's salt.

## اقرأ أيضاً
- ربيطة
- معقد تناسقي
- تفاعل حذف الهيدريد بيتا